# Indústrias Brasileiras de Lapis Fritz Johansen
Indústrias Brasileiras de Lapis Fritz Johansen S.A. foi uma fábrica brasileira de material escolar, sendo a primeira fábrica de lápis do estado de São Paulo.
A Fritz Johansen foi fundada pelo imigrante dinamarquês Fritz Johansen, em sociedade com Herman Feher, em 1925, na cidade de São Carlos do Pinhal. Posteriormente, a fábrica foi transferida para o bairro da Lapa, na cidade de São Paulo.
A fábrica foi vendida em 1972 à Gillette, que manteve a marca.. Em 1979 a Gillette transferiu os equipamentos e a tecnologia de produção da Fritz Johansen para um grupo de empresários do setor madeireiro do Paraná, que fundou a Labra.